# جينا بريسلي
جينا بريسلي (بالإنجليزية: Jenna Presley)‏ المعروفة سابقًا باسم (نيي رويز) من مواليد 1 أبريل 1987. هي ممثلة أفلام إباحية.

## روابط خارجية
- جينا بريسلي على موقع IMDb (الإنجليزية)
- جينا بريسلي على موقع قاعدة بيانات الفيلم (الإنجليزية)
- جينا بريسلي على موقع كينوبويسك (الروسية)